# (3427) Szentmártoni
(3427) Szentmártoni ist ein Asteroid des Hauptgürtels, der am 6. Januar 1938 von dem ungarischen Astronomen György Kulin am Konkoly-Observatorium in Budapest entdeckt wurde. 
Benannt wurde der Asteroid nach dem ungarischen Amateurastronomen Béla Szentmártoni.